# 1895年の相撲
1895年の相撲（1895ねんのすもう）は、1895年の相撲関係のできごとについて述べる。

## 本場所など
- 1月場所（東京相撲）[1]
  - 興行場所:本所回向院
  - 1月13日より晴天10日間興行
- 4月場所（三都合併相撲）[2]
  - 興行場所:寺町二条南議事堂向空地
  - 晴天10日間興行
- 6月場所（東京相撲）[3]
  - 興行場所:本所回向院
  - 6月3日より晴天10日間興行
- 10月場所（大阪相撲）[4]
  - 興行場所:南地五階南手空地
  - 10月10日より晴天8日間興行
    - 広角組が復帰、合併興行。

## 誕生
- 1月3日 - 伊吹山末吉（最高位：前頭11枚目、所属：入間川部屋→出羽海部屋、+ 1930年【昭和5年】）[5]
- 2月8日 - 桂川力蔵（最高位：前頭5枚目、所属：雷部屋→三保ヶ関部屋、+ 1928年【昭和3年】）[6]
- 2月27日 - 宮城山福松（第29代横綱、所属：出羽海部屋→高田川部屋、+ 1943年【昭和18年】）[6]
- 3月5日 - 紅葉川孝市（最高位：小結、所属：友綱部屋、+ 1967年【昭和42年】）[7]
- 3月9日 - 若葉山鐘（最高位：小結、所属：二十山部屋、+ 1958年【昭和33年】）[8]
- 4月5日 - 能代潟錦作（最高位：大関、所属：錦嶋部屋、+ 1973年【昭和48年】）[9]
- 9月30日 - 桂川力蔵（最高位：十両5枚目、所属：入間川部屋、+ 1955年【昭和30年】）
- 11月18日 - 岩木山謙治郎（最高位：前頭15枚目、所属：清見潟部屋→山科部屋、+ 1935年【昭和10年】）[10]